# Сен-Жульєн (Жура)
Сен-Жульє́н (фр. Saint-Julien) — колишній муніципалітет у Франції, у регіоні Бургундія-Франш-Конте, департамент Жура. Населення — 468 осіб (2011).
Муніципалітет був розташований на відстані близько 360 км на південний схід від Парижа, 105 км на південний захід від Безансона, 33 км на південь від Лонс-ле-Соньє.

## Історія
У 1956-2015 роках муніципалітет перебував у складі регіону Франш-Конте. Від 1 січня 2016 року належав до нового об'єднаного регіону Бургундія-Франш-Конте.
1 січня 2017 року Сен-Жульєн, Бурсія, Лувенн i Вільшантрія було об'єднано в новий муніципалітет Валь-Сюран.

## Демографія
Динаміка населення (Insee ):
Розподіл населення за віком та статтю (2006):
| Стать | Всього | До 15 років | 15-24 | 25-44 | 45-64 | 65-85 | Понад 85 |
| --- | ------ | ----------- | ----- | ----- | ----- | ----- | -------- |
| Чоловіки | 204    | 20          | 28    | 40    | 52    | 48    | 16       |
| Жінки | 224    | 32          | 36    | 32    | 44    | 72    | 8        |
| \| Статево-вікова піраміда \| Статево-вікова піраміда \| Статево-вікова піраміда \| \| ----------------------- \| ----------------------- \| ----------------------- \| \| Чоловіки \| Вік \| Жінки \| \| 16 \| 85 + \| 8 \| \| 8 \| 80-84 \| 16 \| \| 20 \| 75-79 \| 28 \| \| 12 \| 70-74 \| 8 \| \| 8 \| 65-69 \| 20 \| \| 4 \| 60-64 \| 12 \| \| 16 \| 55-59 \| 12 \| \| 16 \| 50-54 \| 4 \| \| 16 \| 45-49 \| 16 \| \| 16 \| 40-44 \| 12 \| \| 8 \| 35-39 \| 4 \| \| 4 \| 30-34 \| 12 \| \| 12 \| 25-29 \| 4 \| \| 12 \| 20-24 \| 20 \| \| 16 \| 15-20 \| 16 \| \| 8 \| 10-14 \| 8 \| \| 0 \| 5-9 \| 16 \| \| 12 \| 0-4 \| 8 \| |        |             |       |       |       |       |          |
| Статево-вікова піраміда |        |             |       |       |       |       |          |
| Чоловіки | Вік    | Жінки       |       |       |       |       |          |
| 16 | 85 +   | 8           |       |       |       |       |          |
| 8 | 80-84  | 16          |       |       |       |       |          |
| 20 | 75-79  | 28          |       |       |       |       |          |
| 12 | 70-74  | 8           |       |       |       |       |          |
| 8 | 65-69  | 20          |       |       |       |       |          |
| 4 | 60-64  | 12          |       |       |       |       |          |
| 16 | 55-59  | 12          |       |       |       |       |          |
| 16 | 50-54  | 4           |       |       |       |       |          |
| 16 | 45-49  | 16          |       |       |       |       |          |
| 16 | 40-44  | 12          |       |       |       |       |          |
| 8 | 35-39  | 4           |       |       |       |       |          |
| 4 | 30-34  | 12          |       |       |       |       |          |
| 12 | 25-29  | 4           |       |       |       |       |          |
| 12 | 20-24  | 20          |       |       |       |       |          |
| 16 | 15-20  | 16          |       |       |       |       |          |
| 8 | 10-14  | 8           |       |       |       |       |          |
| 0 | 5-9    | 16          |       |       |       |       |          |
| 12 | 0-4    | 8           |       |       |       |       |          |

## Економіка
2010 року серед 234 осіб працездатного віку (15—64 років) 167 були активними, 67 — неактивними (показник активності 71,4%, у 1999 році було 60,7%). З 167 активних мешканців працювали 142 особи (71 чоловік та 71 жінка), безробітними було 25 (13 чоловіків та 12 жінок). Серед 67 неактивних 13 осіб було учнями чи студентами, 36 — пенсіонерами, 18 були неактивними з інших причин.

У 2010 році в муніципалітеті числилось 187 оподаткованих домогосподарств, у яких проживали 393,0 особи, медіана доходів виносила 16 615 євро на одного особоспоживача